# The Drums
The Drums är en amerikansk musikgrupp från Brooklyn, som startades av Jonathan Pierce (sång) och Jacob Graham (gitarr) 2008.
De kategoriseras under genren indiepop. De är för tillfället (2010) signerade på skivbolagen Moshi Moshi/Island (UK), Popfrenzy (AU) och Downtown (US) bolagen.

## Historia
Pierce och Graham blev vänner som barn när de träffades på ett sommarläger. Ett tag efter det formade de electropopgruppen Goat Explosion och turnerade runt om i Nordamerika.
Pierce och Graham skildes sedan åt i flera år. Pierce formade gruppen Elkland som snabbt blev kända och blev signerade av Columbia Records. Jacob formade gruppen Horse Shoes som blev signerade av Shelflife Records. Efter ett tag tröttnade båda på att spela electropop och bestämde sig för att byta musikstil. Så de bytte från synt till gitarr och bildade sedan The Drums sent 2006 i New York. Då rekryterades trummisen Connor Hanwick och senare gitarristen Adam Kessler men han aviserade på bandets Facebook sida den 16 september 2010 att han skulle lämna bandet.

## Diskografi

### Album
- 2010 – The Drums
- 2011 – Portamento
- 2014 – Encyclopedia
- 2017 – Abysmal Thoughts
- 2019 – Brutalism

### Singlar
| År   | Singel                                      | Peak chart positions | Album          |
| År   | Singel                                      | UK                   | Album          |
| ---- | ------------------------------------------- | -------------------- | -------------- |
| 2009 | "Let's Go Surfing"                          | —                    | Summertime! EP |
| 2009 | "I Felt Stupid"                             | —                    | Summertime! EP |
| 2010 | "Best Friend"                               | 110                  | The Drums      |
| 2010 | "Forever And Ever Amen"                     | —                    | The Drums      |
| 2010 | "Let's Go Surfing / Don't Be A Jerk Johnny" | 185                  | The Drums      |